# Copa América de Ciclismo

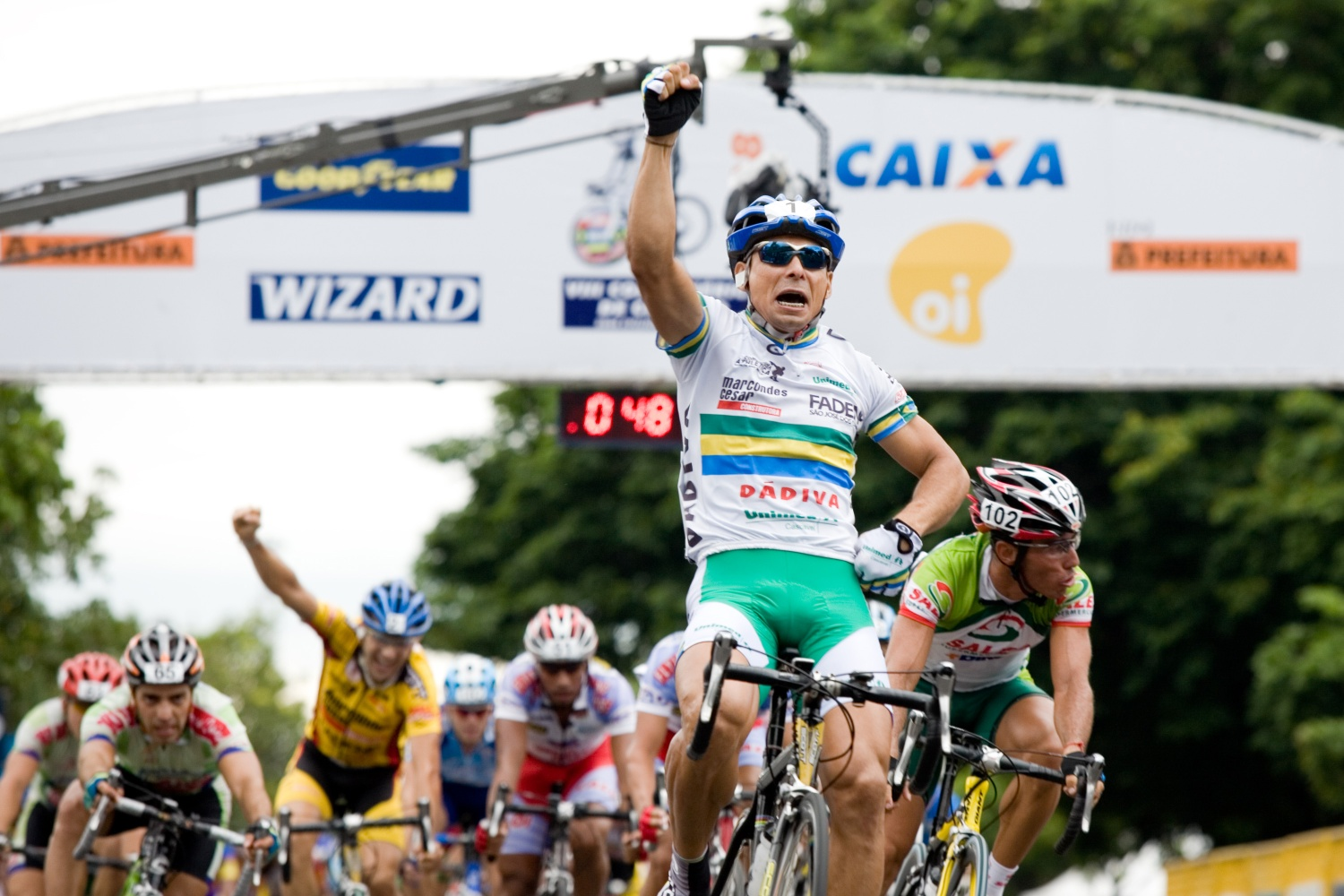
Nilceu Santos ao vencer pela quarta vez a competição, em 2008.

A Copa América de Ciclismo é uma competição de ciclismo de somente um dia disputada anualmente no Brasil desde 2001. Apesar do seu nome, não é uma competição disputada por todas as federações americanas, mas sim por equipes brasileiras mais algumas seleções ou equipes estrangeiras de países próximos.

## História
De 2001 a 2007, as edições da prova foram realizadas no Autódromo José Carlos Pace, em Interlagos, São Paulo. Em 2008 foi realizada no Parque do Flamengo, no Rio de Janeiro, sendo utilizado o mesmo percurso dos Jogos Pan-Americanos de 2007. Em 2009 a competição voltou para São Paulo, onde se manteve até 2011 e retonando então em definitivo para o Rio de Janeiro em 2012.
Durante os anos de 2005 a 2008, a prova fez parte do UCI America Tour na categoria 1.2. As edições de 2009 a 2011 não foram incluídas neste, mas em 2012, a prova voltou a valer pontos para os rankings da UCI.

## Edições
| Ano  | Local                                  | Distância | Vencedores                    | Vencedores         |
| Ano  | Local                                  | Distância | Masculino                     | Feminino           |
| ---- | -------------------------------------- | --------- | ----------------------------- | ------------------ |
| 2001 | Circuito Parque Villa Lobos, São Paulo |           | André Grizante                | Não houve          |
| 2002 | Autódromo de Interlagos, São Paulo     |           | John Lieswyn                  | Não houve          |
| 2003 | Autódromo de Interlagos, São Paulo     |           | Renato Roshler                | Janildes Fernandes |
| 2004 | Autódromo de Interlagos, São Paulo     |           | Além Reyes                    | Uênia Fernandes    |
| 2005 | Autódromo de Interlagos, São Paulo     |           | Nilceu Aparecido dos Santos   | Clemilda Fernandes |
| 2006 | Autódromo de Interlagos, São Paulo     |           | Nilceu Aparecido dos Santos   | Clemilda Fernandes |
| 2007 | Autódromo de Interlagos, São Paulo     |           | Nilceu Aparecido dos Santos   | Clemilda Fernandes |
| 2008 | Aterro do Flamengo, Rio de Janeiro     |           | Nilceu Aparecido dos Santos   | Uênia Fernandes    |
| 2009 | Autódromo de Interlagos, São Paulo     | 62 km     | Francisco Chamorro            | Janildes Fernandes |
| 2010 | Autódromo de Interlagos, São Paulo     | 86 km     | Geraldo da Silva Souza Júnior | Luciene Ferreira   |
| 2011 | Autódromo de Interlagos, São Paulo     | 86 km     | Breno Sidoti                  | Janildes Fernandes |
| 2012 | Aterro do Flamengo, Rio de Janeiro     | 109,8 km  | Francisco Chamorro            | Valquíria Pardial  |
| 2013 | Aterro do Flamengo, Rio de Janeiro     | 109,8 km  | Francisco Chamorro            | Luciene Ferreira   |